# Huyện Rangamati
Rangamati (tiếng Bengal: রাঙামাটি) là một huyện tại miền đông nam của Bangladesh. Huyện này là một phần của phân khu Chittagong, thị trấn Rangamati là thủ phủ của huyện. Rangamati là huyện có diện tích lớn nhất toàn quốc.
Rangamati từng là vùng đất tranh giành giữa các quốc vương của Tripura và Arakan. Khu vực nằm dưới quyền Đế quốc Mogul sau khi người Hồi giáo đến xâm chiếm vào năm 1566. Năm 1737, một thủ lĩnh bộ lạc là Sher Mosta Khan đến tị nạn dưới trướng người Mogul. Sau sự kiện này, khu dân cư của người Chakma bắt đầu xuất hiện dọc theo các khu dân cư của các dân tộc khác nhau. Từ năm 1760 đến năm 1761, vùng đất được cho Công ty Đông Ấn thuê.

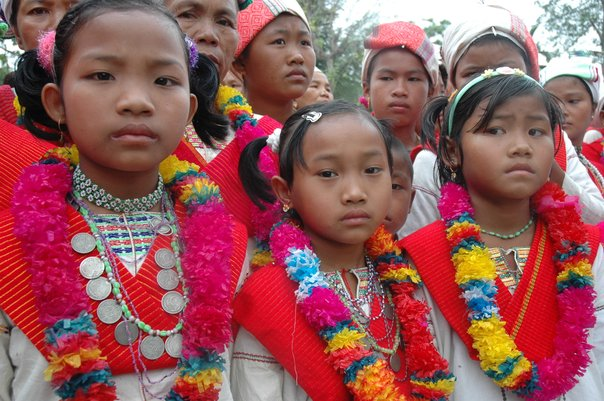
Trẻ em bộ lạc tại Rangamati.

Tổng dân số đạt 508.182 theo điều tra vào năm 2005, người thuộc các bộ lạc chiếm 52% và người không thuộc các bộ lạc chiếm 48%. Dân cư bao gồm người Bangla và 11 bộ lạc (dân tộc thiểu số): Chakma, Marma, Tanchangya, Tripura, Pankua, Lushai, Khiang, Murang, Rakhain, Chak, Bowm, Khumi. Dân số bộ lạc theo điều tra năm 2005: Chakma-186.395, Marma-44.727, Tanchanga-18.607, Tripura-6.697, Pankho- 2.118, Bowm-1.053, khyang- 791, Lusai- 217, Chak- 177, Rakhain-70, Khumi- 50, Gurkha-03, khác.-174
Theo điều tra vào năm 1991, thành phần tôn giáo của dân cư trong huyện: Phật giáo 53,83%, Hồi giáo 39,28%, Ấn Độ giáo 5,62% và Cơ Đốc giáo 1,12%. Các thể chế tôn giáo: Chùa 1230, thánh đường Hồi giáo 1059, đền Ấn Độ giáo 65, nhà thờ Cơ Đốc giáo 16. Nam giới chiếm 53,59% còn nữ giới chiếm 46,41% dân số.
Rangamati giáp với bang Tripura của Ấn Độ về phía bắc, huyện Bandarban về phía nam, bang Mizoram của Ấn Độ và bang Chin của Myanmar về phía đông, và các huyện Khagrachari và Chittagong về phía tây. Rangamati là huyện duy nhất tại Bangladesh có biên giới với hai quốc gia. Diện tích của huyện là 6116 km² trong đó 1292 km² nằm ven sông và 4825 km² nằm trong thảm thực vật rừng.
Kinh tế Rangamati phụ thuộc lớn vào nông nghiệp với trên 40% dân số làm việc trong lĩnh vực này. Tổng cộng 12.275 ha đất được dùng để canh tác, sản xuất các cây trồng lương thực và phi lương thực, gồm lúa, khoai tây, ngô, hạt mù tạc, bông và đay. Các loại quả như xoài, mít, chuối, dứa, vải, mâm xôi cũng được trồng tại Rangmati. Các ngành tiểu thủ công nghiệp nổi bật tại Rangamati là dệt, rèn và mộc. Nghề dệt đặc biệt nổi tiếng với các loại thảm len và đay cùng vải dệt khung cửi. Các cơ sở công nghiệp chính gồm nhà máy giấy và tơ Chandraghona, nhà máy gỗ dán, xưởng dệt Ghagra và một điểm vệ tinh tại Betbunia, sản xuất và xuất khẩu hàng hoá.
Rangamati gồm 10 upazilas 1 khu tự quản (9 phường và 35 mahallas), 50 parishad cộng đồng, 162 mouza và 1347 làng.
- Rangamati Sadar
  - Balukhali
  - Bandukbhanga
  - Jibtoli
  - Kutukchari
  - Mogban
  - Shapchari
- Belaichhari
  - Bilaichari Sadar
  - Farua
  - Kengrachari
- Bagaichhari
  - Baghaichari
  - Bangaltali
  - Khedarmara
  - Marishya
  - Rupakari
  - Sajek
  - Sarbotali
- Barkal
  - Aimachara
  - Baraharina
  - Barkal
  - Bhushonchara
  - Subalong
- Juraichhari
  - Bonjugichara
  - Dumdumia
  - Jurachari
  - Moydong
- Rajasthali
  - Bangalhalia
  - Gainda
  - Ghilachari
- Kaptai
  - Chandraghona
  - Chithmorong
  - Kaptai
  - Raikhali
  - Wagga
- Langadu
  - Adarakchara
  - Bhasonna Adam
  - Boghachatar
  - Gulshyakhali
  - Kalapagazya
  - Langadu
  - Myanimukh
- Naniarchar
  - Burighat
  - Ghilachari
  - Naniarchar
  - Sabekkhong
- Kaukhali
  - Betbunia
  - Fatikchari
  - Ghagra
  - Kolompati